# Feniks (zviježđe)
Feniks (lat. Phoenix) je manje zviježđe južne polutke.